# Zegama
Zegama község Spanyolországban, Gipuzkoa tartományban. Zegama Zerain, Segura, Idiazabal és Legazpi községekkel határos. Lakosainak száma 1541 fő (2024).

## Népesség
A település népessége az utóbbi években az alábbiak szerint változott:
| Lakosok száma | 1293 | 1307 | 1348 | 1492 | 1553 | 1527 | 1514 | 1528 | 1550 | 1541 |
|               | 2001 | 2004 | 2006 | 2009 | 2011 | 2014 | 2016 | 2019 | 2021 | 2024 |